# چارلی مک نیل
چارلی مک نیل (انگلیسی: Charlie McNeill؛ زادهٔ ۹ سپتامبر ۲۰۰۳) بازیکن فوتبال انگلیسی است.
وی همچنین در تیم ملی فوتبال زیر ۱۶ سال انگلستان بازی کرده‌است.